# Zonitoides lateumbilicatus
Zonitoides lateumbilicatus är en snäckart som först beskrevs av Henry Augustus Pilsbry 1895.  Zonitoides lateumbilicatus ingår i släktet Zonitoides och familjen Zonitidae. Inga underarter finns listade i Catalogue of Life.